# مسون (دهانه)
مسون یک دهانه برخوردی در ماه‌ است.

## دهانه‌های اقماری
این دهانه ۳ دهانه اقماری دارد.
| Mason | عرض جغرافیایی | طول جغرافیایی | قطر          |
| ----- | ------------- | ------------- | ------------ |
| A     | ۴۲.۸° N       | ۳۰.۱° E       | ۵.۰ کیلومتر  |
| C     | ۴۲.۹° N       | ۳۳.۸° E       | ۱۲.۰ کیلومتر |
| B     | ۴۱.۸° N       | ۲۹.۶° E       | ۱۰.۰ کیلومتر |